# Gordios
Gordios (altgriechisch Γόρδιος Górdios), nach Herodot Gordias (Γορδίας Gordías), war der griechischen Sage nach Vater des Midas, Gründer von Gordion und König von Phrygien.
Als unter den Phrygern ein Streit ausbrach, wer an ihrer Spitze stehen solle, befragten sie ein Orakel. Dieses wies sie an, denjenigen zum König zu machen, dem die Fragesteller als erstes auf einem Wagen begegneten. Das war Gordios. Ihm hatte bereits lange zuvor eine Wahrsagerin prophezeit, dass er König werde. Daraufhin heiratete Gordios die Seherin. Nachdem er zum König der Phryger gekürt worden war, gründete er Gordion und weihte seinen Wagen mit einem unauflösbaren Knoten im Zeustempel. Er prophezeite, dass derjenige, der den Knoten (Gordischer Knoten) lösen könnte, die Herrschaft über ganz Kleinasien erlangen würde. Viele Jahrhunderte später kam Alexander der Große nach Gordion (im Winter 334/333 v. Chr.), besah sich den Knoten und hieb ihn mit seinem Schwert entzwei. Anschließend eroberte Alexander ganz Kleinasien.
Gordios gilt der Sage nach auch als Gründer des phrygischen Großreichs.
Herodot nennt mehrere Phryger mit dem Namen Gordios. So einen phrygischen König Midas, des Gordios Sohn in Makedonien! Des Weiteren einen Gordios als Vater des Adrastos, der sich im 6. Jahrhundert v. Chr. von lydischen König Kroisos entsühnen ließ. Adrastos war gleichzeitig der Enkel eines Midas, der demzufolge Vater des Gordios war. An einer weiteren Stelle berichtet Herodot von dem Midas, der einen Thron in Delphi gespendet hatte und dessen Vater Gordios hieß. Bei letzterem Midas handelte es sich vermutlich um den historisch klar bezeugtem König Midas aus der 2. Hälfte des 8. Jahrhunderts (s. hierzu Midas).
Es wurde schon vor langer Zeit versucht, die verschiedenen phrygischen Herrscher mit Namen Gordios und Midas anhand der Angaben in antiken Quellen (insbesondere bei Herodot) in eine Abfolge zu bringen. Dabei sind bis zu vier Könige mit Namen Gordios vermutet worden. Solche Untersuchungen sind aber aufgrund der Quellenlage äußerst problematisch. In letzter Zeit sind solche Untersuchungen aber von einigen Historikern wieder aufgenommen worden, da fraglich erscheint, ob der Midas der 2. Hälfte des 8. Jahrhunderts, der auch als Mita von Muschki in assyrischen Quellen begegnet, mit dem Midas identisch ist, der sich bei Ansturm der Kimmerier auf Gordion 696 oder 679 v. Chr. das Leben nahm. Diejenigen, die das bezweifeln, nehmen jetzt teilweise einen Gordios für die Zeit um 700 v. Chr. an sowie mindestens einen Gordios, der vor dem bekannten Midas des 8. Jahrhunderts regierte. Das ganze ist jedoch höchst vage und strittig.